# Лицо Мэй Уэст, использованное в качестве сюрреалистической комнаты
«Лицо Мэй Уэст, использованное в качестве сюрреалистической комнаты» (англ. Mae West’s Face which May Be Used as a Surrealist apartment) — одна из «шуточных» работ Сальвадора Дали, которые он создавал время от времени.

## Информация о картине
Софа конфетно-розового цвета нарисована в форме губ американской актрисы Мэй Уэст. Волосы выполнены в виде штор, обрамляющих вход в комнату, глаза в виде картин, а нос — камина, на котором стоят часы. Оттенок губ стал очень популярен в своё время, приобрёл «скандальную» известность и этот цвет начала использовать в своих работах модельер Эльза Скиапарелли.
Замысел в виде комнаты-иллюзии реализовал в театре-музее Дали в городе Фигерас Оскар Тускетс под руководством самого Дали. Экспозиция была открыта 28 сентября 1974 года.
Картина входит в цикл работ Дали под названием «Паранойя и война» (англ. Paranoia and War).